# Bhavacakra

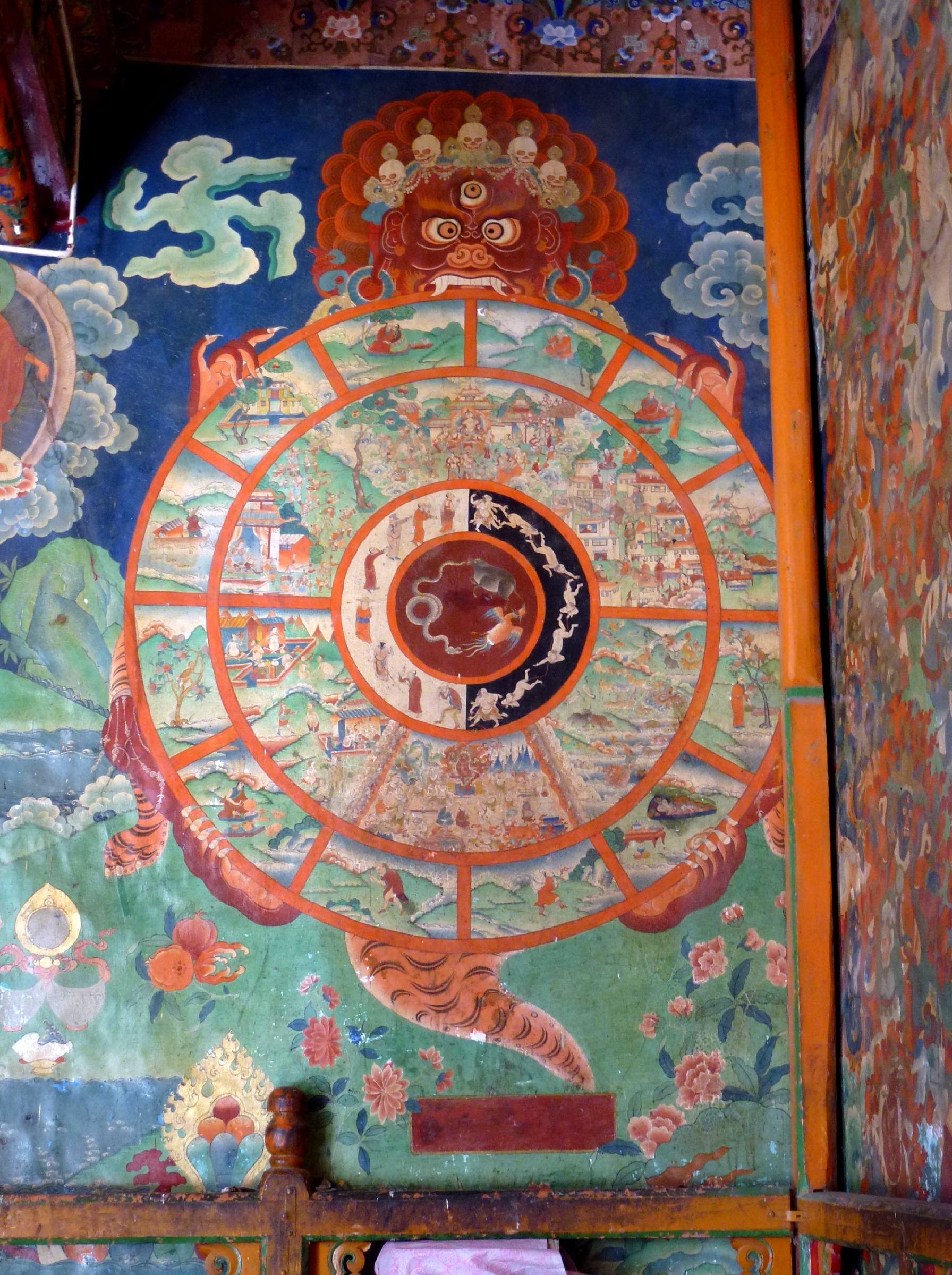
Bhavacakra tibetana en Sera, Lhasa.

Bhavacakra (Sánscrito; Devanagari: भवचक्र; Pali: 𑀪𑀯𑀘𑀓𑁆𑀓 bhavacakka; Tibetano: སྲིད་པའི་འཁོར་ལོ་ srid pa'i 'khor lo) es una representación simbólica del saṃsāra (o existencia cíclica) encontrada en las paredes exteriores de los templos y monasterios budistas tibetanos en la región del Indo-Tíbet. En la tradición budista tibetana, se cree que el dibujo fue diseñado por el mismísimo Buda para poder ayudar a la gente corriente a entender las enseñanzas budistas. 
Bhavacakra es referida popularmente como la rueda de la vida.